# Starozákonní soudci Izraele
Starozákonní soudci Izraele jsou osoby, které Hospodin po smrti Mojžíše povolával k tomu, aby vysvobozovaly a vedly syny Izraele v době, kdy ještě neměli krále. Tito soudcové (hebrejsky שֹׁפְטִים‎, šofetim) nebyli pouze politickými vůdci národa, jenž se právě usadil v zemi Kanaán, ale byli to i učenci, kteří byli znalci Tóry. Očekávalo se od nich, že budou objasňovat, jak se má tato Tóra uplatňovat v běžném životě těch, kdo tvoří nebo mají tvořit národ Izrael. Spolehlivost tohoto objasňování nespočívala pouze v tom, že byli k tomu povolávání Hospodinem, ale také tím, že tito soudci tvořili ucelenou řadu tradentů, kteří přebírali tradiční výklad Tóry od svých předchůdců a předávali to, co přijali, dalším generacím a tedy i svým nástupcům. Každý soudce proto soustředil okolo sebe znalce Tóry, kteří společně s ním tvořili soudní dvůr – takovýto soudní dvůr byl později označován výrazem sanhedrin. Po smrti hlavního soudce se soudcovského úřadu ujal někdo z těch, koho sice povolal Hospodin, ale kdo byl zároveň dobře obeznámený s rozhodováním stávajícího soudního dvora. Změnou hlavního soudce pak obvykle docházelo k přesunu soudního dvora do místa bydliště toho kterého hlavního soudce.
Mezi starozákonní soudce Izraele, kteří udržovali kontinuitu učení Tóry od Mojžíše k prvnímu izraelskému králi Saulovi, patřili v chronologickém sledu tito:
- Jozue – soudil 28 let[1]
- Otníel – soudil 40 let[2]
- Ehúd – soudil 80 let,[3] souběžně s ním nebo na konci jeho soudcovského období soudil i Šamgar[4]
- Debóra – soudila 40 let,[5] za tradenta ústní Tóry je však židovskými učenci považován její muž Bárak[6]
- Gedeón – soudil 40 let[7]
- Abímelek – soudil 3 roky,[8] toho však židovský učenec Izák Abrabanel z důvodu jeho jednání nezahrnuje mezi tradenty ústní Tóry[6]
- Tóla – soudil 23 let[9]
- Jaír Gileádský – soudil 22 let,[10] po jeho smrti trvalo 16 let, než začal soudit následující soudce; v tomto mezidobí se izraelské kmeny dostaly do područí Amónců[11]
- Jiftách – soudil 6 let[12]
- Ibsán – soudil 7 let[13]
- Elón – soudil 10 let[14]
- Abdón – soudil 8 let[15]
- Samson – soudil 20 let[16]
- Élí – soudil 40 let[17]
- Samuel – soudil 11 let[18]

David Gans ve své kronice uvádí, že soudcovské období výše uvedených starozákonních soudců spadá do let 2488–2882 od stvoření světa neboli do let 1274–879 před naším letopočtem, tzn. do mezidobí od smrti Mojžíše až do počátku vlády prvního izraelského krále Saula, což dává dohromady 394 let. Moderní archeologie se více méně shoduje s výše uvedeným počátkem soudcovského údobí, neboť datuje vpád izraelských kmenů pod Jozuovým vedením do kanaánské země okolo roku 1240 př. n. l., neztotožňuje se však s uvedeným koncem. Zřízení izraelského království totiž datuje už před rok 1010 př. n. l., neboť rok 1010 př. n. l. je těmito archeology považován za počátek vlády druhého izraelského krále Davida.